# Vale Motor Company

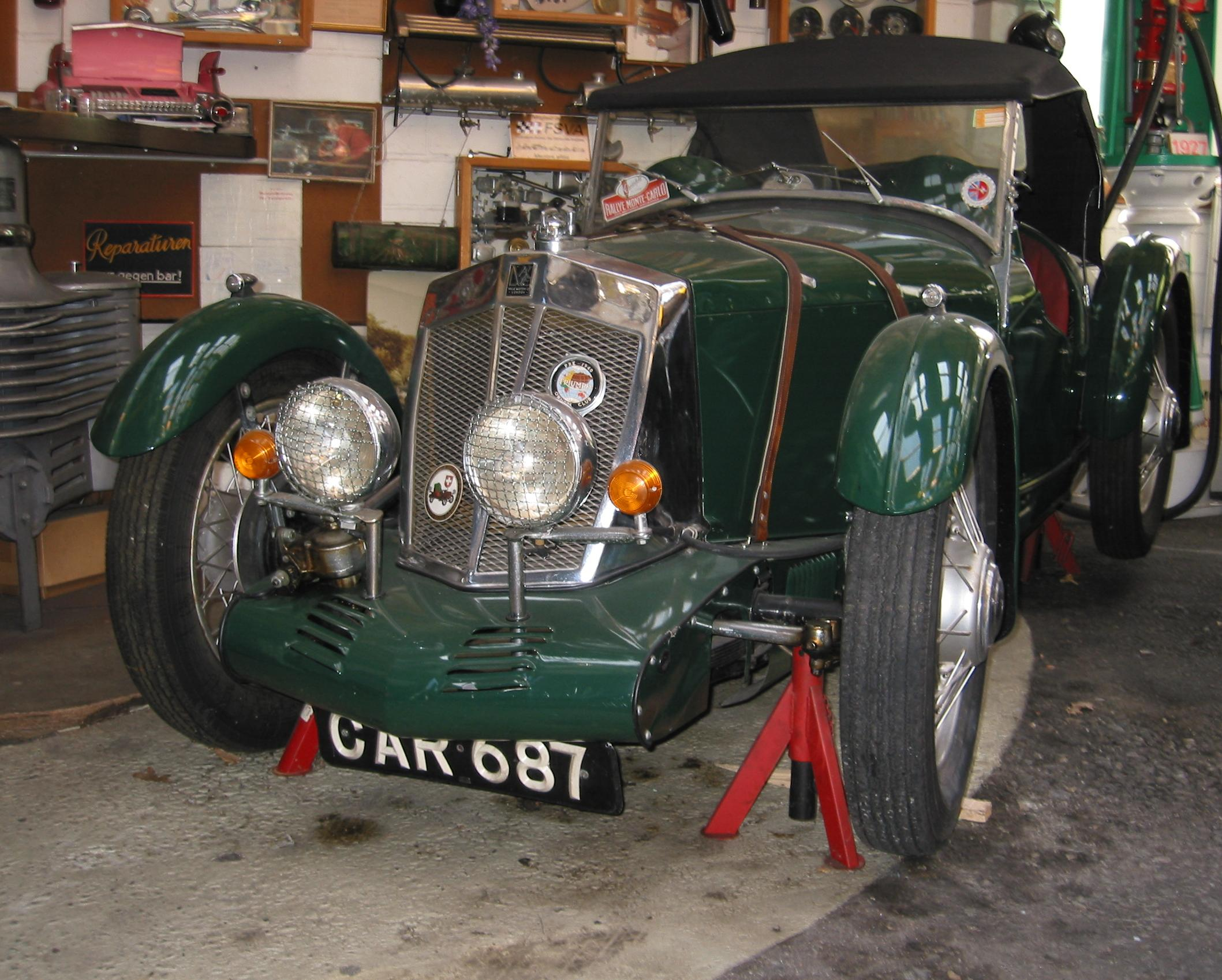
Vale 8 HP Special von 1932

Die Vale Motor Company aus Maida Vale bei London, England, war ein Hersteller von Sportwagen. Zwischen 1932 und 1935 oder 1936 wurden die Automobile produziert und als Vale oder Vale Special vermarktet. Schätzungen der Stückzahl belaufen sich auf etwa 25 Stück jährlich, vier Jahre lang, also etwa 100 Stück.

## Die Modelle
Alle Modelle besaßen einen zugekauften Motor, der als Frontmotor eingebaut war und die Hinterräder antrieb. Die meisten Fahrzeuge waren offene Zweisitzer, die seltenen Viersitzer hießen Tourette.

### 8 HP Special
Dieses Modell wurde von 1932 bis 1935 produziert. Der Vierzylinder-Motor stammte von Triumph und leistete aus 832 cm³ Hubraum 28 PS.
Ein Fahrzeug ist im Historicum in Sargans, Schweiz zu besichtigen.

### 1100
Dieses Modell von 1935 bis 1936 besaß einen Vierzylindermotor von Coventry Climax, der aus 1098 cm³ Hubraum 47 PS abgab.

### Six
Dieses Modell von 1935 bis 1936 besaß einen Sechszylinder-Motor von Coventry Climax mit 1476 cm³ Hubraum.

### 1 ½ Litre
Dieses Modell wurde ebenfalls von 1935 bis 1936 produziert. Zum Einsatz kam ein Vierzylindermotor von Meadows, der aus 1496 cm³ Hubraum 72 PS abgab.